# Morciano di Romagna
Pour les articles homonymes, voir Morciano.
Morciano di Romagna (Murzèn ou Murcièn en dialecte romagnol) est une commune italienne de la province de Rimini dans la région Émilie-Romagne en Italie.

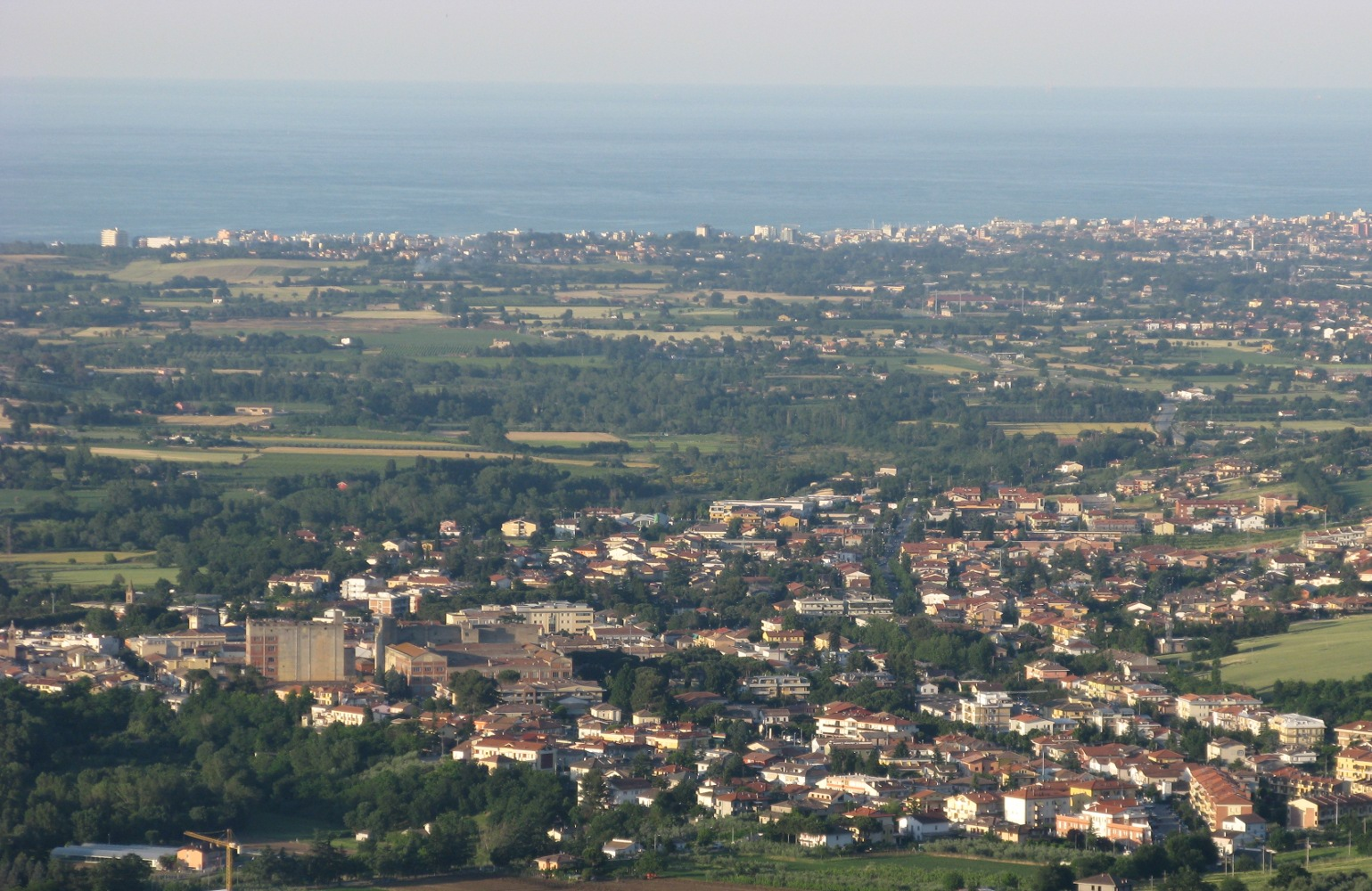
Panorama de Morciano.

## Géographie
La commune de Morciano est située dans la vallée du fleuve Conca à 9 km de Cattolica, sur une superficie de 5 km2 et à 82 m d’altitude à l’intérieur des terres.

## Histoire

### Antiquité
Morciano serait, à l’époque romaine une communauté fondée par un membre de la famille Marcia, établie dans la colonie de Rimini et qui possédait de nombreux territoires autour de la région. Certains documents médiévaux font référence à un « Marcianum » ou « Marzano ».

### Moyen Âge
Le premier document mentionnant Morciano est le Codice bavaro : registre de la concession par l’église de Ravenne aux VIIIe, IXe et Xe siècles, de ses possessions de Rimini, Senigallia, Osimo, Urbino, Pesaro et Montefeltro.

Ensuite Morciano devient un castrum comme l'atteste l’acte daté de 1014, par lequel le seigneur féodal de Rimini, Bennone di Vitaliano, cède à son fils Pietro le castrum integrum quod vocatur Morcianum cum Capella ibi fundata cui vocabulus est S. Johannes.
En 1061, saint Pierre Damien, de la congrégation de Fonte Avellana, qui fonda à 2 km environ du centre de Morciano, sur la rive droite du fleuve Conca l'abbaye dédiée à saint Grégoire et qui devint le point de référence de la vie religieuse et économique de la basse Valconca (vallée du Conca).
En 1069, Pietro di Benno, avec le consentement de Erigunda son épouse, fait donation au monastère d’une quantité de biens dont les châteaux de Morciano et de Mondaino. À partir de là, Morciano fut dépendant de l’abbaye de Saint-Grégoire qui, par son prestige devient le lieu le plus sûr pour les échanges commerciaux.
Au XIVe siècle, Morciano est divisé en deux parties : son territoire à droite du fleuve Conca appartient à la commune de Montefiore Conca, alors que les territoires de la rive gauche qui comprend plusieurs moulins, est soumis à la commune de San Clemente (Italie).

### DuXVIesiècleà l’Unité italienne
Dans le seconde moitié du XVIe siècle, quand Montefiore commença à connaître la décadence, les conseillers en accord avec la Chambre Apostolique, décrétèrent le transfert des marchés à l’intérieur de la Rocca pour essayer de contenir la crise. Cette nouvelle organisation du commerce connut un échec et après quelques années les marchés retournèrent à Morciano qui connut un développement continu.
En 1621, le premier recensement révéla la présence de 53 familles pour un total de 283 habitants.
En 1797, les troupes napoléoniennes ordonnèrent la fermeture de l’antique Abbaye de Saint-Grégoire. Ses biens furent acquis par le comte Luigi Baldini de Rimini, lequel fit transférer la célèbre foire de Saint-Grégoire du cloître du monastère à la commune de Morciano, lui donnant ainsi une forte impulsion économique.
En 1827, Morciano devint Commune "dépendante" de San Clemente, et plus tard en 1857 par décret du pape Pie IX devint complètement autonome.

### De l’Unité à aujourd’hui
En 1862, prend le nom de Morciano di Romagna. L'autonomie de la commune déclencha un processus d’expansion qui fit passer Morciano de petit bourg, avec peu de maisons autour de l’église, à une cité qui atteindra 1 503 habitants en 1865.

## Administration
| Période                                  | Période  | Identité         | Étiquette    | Qualité |
| ---------------------------------------- | -------- | ---------------- | ------------ | ------- |
| 9 juin 2009                              | En cours | Claudio Battazza | lista civica |         |
| Les données manquantes sont à compléter. |          |                  |              |         |

### Communes limitrophes
Montefiore Conca, Saludecio, San Clemente, San Giovanni in Marignano

## Population

### Évolution de la population en janvier de chaque année
| 1861  | 1901  | 1921  | 1951  | 1961  | 1971  | 1981  | 1991  | 2001  |
| ----- | ----- | ----- | ----- | ----- | ----- | ----- | ----- | ----- |
| 1 738 | 2 202 | 2 573 | 3 264 | 4 025 | 4 131 | 4 705 | 5 323 | 5 988 |

| 2011  | - | - | - | - | - | - | - | - |
| ----- | - | - | - | - | - | - | - | - |
| 6 988 | - | - | - | - | - | - | - | - |

### Ethnies et minorités étrangères
Selon les données de l’Institut national de statistique (ISTAT) au 1er janvier 2010 la population étrangère résidente était de 780 personnes. Les nationalités majoritairement représentatives étaient :
| Pos. | Pays      | Population |
| ---- | --------- | ---------- |
| 1    | Albanie   | 270        |
| 2    | Macédoine | 106        |

## Fêtes

### Antique foire de saint Grégoire
La foire se déroule la seconde semaine de mars (autour du 12, le jour de Saint-Grégoire), autour de l’abbaye, avec exposition agricole, artisanale et industrielle, avec spectacles divers.
Au cours des siècles, la position centrale de Morciano dans la vallée de la Conca, lui permet de conserver son caractère agricole et commercial et en 1948, se tînt la première édition de la Mostra dell'Industria e dell'Artigianato Locali (foire exposition de l’industrie et de l’artisanat local).

### FU.MO.
Futurismo Morcianese (futurisme Morcianese), qui se déroule depuis 2010 à la fin de la dernière semaine de juillet. L'évènement dédié au futurisme, mouvement culturel de la cité dû à son principal protagoniste  Umberto Boccioni, dont les parents son originaires de Morciano.
Les spectacles sont des plus divers : son et lumière, acrobatie, musique, théâtre, danse, poésie, cuisine, saveurs, spectacles de rue, etc.

## Personnalités liées à Morciano
- Umberto Boccioni, peintre.
- Diego Bonavina, ex footballeur, dirigeant sportif et avocat
- Arnaldo Pomodoro, artiste et sculpteur
- Pina Renzi, actrice née à Ligi di Morciano
- Emilio Gaspari, fondateur de la Grafiche E. Gaspari